# Ocean Two
Ocean Two (a volte abbreviato in O2 ) è un grattacielo nel quartiere Costa del Este di Panama, Panama.

## Caratteristiche
Costruzione di 73 piani e 245 metri di altezza l'edificio è stato costruito tra il 2006 e il 2009 ed è il secondo edificio più alto della Costa del Este dopo The Point, ed è attualmente al nono posto per quanto riguarda gli edifici più alti del paese.